# Championnat d'Océanie de football des moins de 20 ans 1980
Navigation
Nouvelle-Zélande 1978 Papouasie-Nouvelle-Guinée 1982
Le championnat d'Océanie de football des moins de 20 ans 1980 est la troisième édition du championnat de l'OFC des moins de 20 ans qui a eu lieu aux Fidji du 7 au 13 décembre 1980. L'équipe d'Australie, titrée il y a 2 ans, remet son titre en jeu. Le vainqueur (ou le finaliste si l'Australie est sacrée) se qualifie pour le tournoi inter-continental, qui délivre une place pour la prochaine Coupe du monde des moins de 20 ans, qui aura lieu en Australie en 1981.

## Équipes participantes
- Fidji - Organisateur
- Australie - Tenante du titre
- Nouvelle-Zélande
- Papouasie-Nouvelle-Guinée
- Tahiti
- Nouvelle-Calédonie

## Résultats
Les 6 équipes participantes sont réparties en 2 poules de 3. Au sein de la poule, chaque équipe rencontre ses adversaires une fois. À l'issue des rencontres, les deux premiers se qualifient pour la finale de la compétition tandis que les deuxièmes disputent le match pour la 3e place. 

### Groupe 1
|   | Équipe                    | Pts | J | G | N | P | BP | BC | Diff |
| - | ------------------------- | --- | - | - | - | - | -- | -- | ---- |
| 1 | Nouvelle-Zélande          | 3   | 2 | 1 | 1 | 0 | 7  | 2  | +5   |
| 2 | Fidji                     | 3   | 2 | 1 | 1 | 0 | 6  | 4  | +2   |
| 3 | Papouasie-Nouvelle-Guinée | 0   | 2 | 0 | 0 | 2 | 2  | 9  | -7   |

| 7 décembre 1980  | Fidji            | 2 | 2 | Nouvelle-Zélande          |
| 9 décembre 1980  | Nouvelle-Zélande | 5 | 0 | Papouasie-Nouvelle-Guinée |
| 11 décembre 1980 | Fidji            | 4 | 2 | Papouasie-Nouvelle-Guinée |

### Groupe 2
|   | Équipe             | Pts | J | G | N | P | BP | BC | Diff |
| - | ------------------ | --- | - | - | - | - | -- | -- | ---- |
| 1 | Australie          | 4   | 2 | 2 | 0 | 0 | 7  | 1  | +6   |
| 2 | Nouvelle-Calédonie | 2   | 2 | 1 | 0 | 1 | 3  | 7  | -4   |
| 3 | Tahiti             | 0   | 2 | 0 | 0 | 2 | 1  | 3  | -2   |

| 7 décembre 1980  | Australie          | 1 | 0 | Tahiti             |
| 9 décembre 1980  | Nouvelle-Calédonie | 1 | 2 | Tahiti             |
| 11 décembre 1980 | Australie          | 6 | 1 | Nouvelle-Calédonie |

### Match pour la3eplace
| 13 décembre 1980 | Fidji | 4 - 3 | Nouvelle-Calédonie | Suva, Fidji |  |
|                  |       |       |                    |             |  |

### Finale
| 13 décembre 1980 | Nouvelle-Zélande | 2 - 0 | Australie | Suva, Fidji |  |
|                  |                  |       |           |             |  |

- La Nouvelle-Zélande se qualifie pour le barrage intercontinental.

## Barrage intercontinental
La Nouvelle-Zélande retrouve Israel et l'Argentine (3e du championnat sud-américain 1981 et accessoirement championne du monde en titre) pour déterminer le dernier qualifié pour la prochaine Coupe du monde des moins de 20 ans. Les matchs se disputent à Buenos Aires en Argentine. Chaque sélection rencontre deux fois chacun de ses adversaires.
|   | Équipe           | Pts | J | G | N | P | BP | BC | Diff |
| - | ---------------- | --- | - | - | - | - | -- | -- | ---- |
| 1 | Argentine        | 8   | 4 | 4 | 0 | 0 | 7  | 0  | +7   |
| 2 | Nouvelle-Zélande | 3   | 4 | 1 | 1 | 2 | 2  | 5  | -3   |
| 3 | Israël           | 1   | 4 | 0 | 1 | 3 | 1  | 5  | -4   |

| 18 mars 1981 | Nouvelle-Zélande | 0 | 0 | Israël           |
| 20 mars 1981 | Argentine        | 1 | 0 | Israël           |
| 22 mars 1981 | Argentine        | 1 | 0 | Nouvelle-Zélande |
| 25 mars 1981 | Nouvelle-Zélande | 2 | 1 | Israël           |
| 27 mars 1981 | Argentine        | 3 | 0 | Nouvelle-Zélande |
| 29 mars 1981 | Argentine        | 2 | 0 | Israël           |

## Sources et liens externes
- (en) Feuilles de matchs et infos sur RSSSF